# ألان فيغا
ألان فيغا (بالإنجليزية: Alan Vega)‏ هو رسام ومغني وموسيقي أمريكي، ولد في 23 يونيو 1938 في بروكلين في الولايات المتحدة، وتوفي في 16 يوليو 2016 في نيويورك في الولايات المتحدة.

## وصلات خارجية
- ألان فيغا على موقع IMDb (الإنجليزية)
- ألان فيغا على موقع ميوزك برينز (الإنجليزية)
- ألان فيغا على موقع إن إن دي بي (الإنجليزية)
- ألان فيغا على موقع أول ميوزيك (الإنجليزية)
- ألان فيغا على موقع ديسكوغز (الإنجليزية)